# Johan Pompe van Meerdervoort
Johan Lidius Cathrinus Pompe van Meerdervoort (Brugge, 5 mei 1829 – Brussel, 7 oktober 1908) was een Nederlands arts die lange tijd werkte in Nagasaki te Japan.

## Familie
Jhr. J.L.C. Pompe van Meerdervoort stamde uit het geslacht Pompe van Meerdervoort, die voornamelijk bestuurders in Dordrecht leverde. Hij was de zoon van de officier jhr. Johan Antoine Pompe van Meerdervoort (1797-1874) en Johanna Wilhelmina Hendrika de Moulin (1802-1861) die acht kinderen kregen.
Hij trouwde in Breda in 1864 Henriette Johanna Louise de Moulin (1844-1915) met wie hij twee zoons en een dochter kreeg.

## Loopbaan
Hij studeerde medicijnen aan de Militaire Academie te Utrecht en werd in 1849 chirurg en officier van gezondheid bij de marine. Hij reisde met de Nederlandse zeemacht naar Nagasaki in Japan, waar hij zich vervolgens van 1857 tot 1863 vestigde in Dejima, de Nederlandse handelspost voor de haven van Nagasaki. Op uitnodiging van de Tokugawa-shogunaat doceerde hij daar medicijnen aan de Japanse marine-opleiding Kaigun Denshujo, waar hij 133 studenten had. Ook gaf hij les in scheikunde en richtte op verzoek van het lokale bestuur een ziekenhuis op naar westers model, met een eigen medicijnenopleiding. Toen hij in 1863 naar Nederland terugkeerde werd hij vergezeld door twee van zijn Japanse studenten, die daarmee de eerste Japanners werden die in het westen medicijnen zouden studeren. In Japan werd hij opgevolgd door dr. A.F. Bauduin.
Hij was lid van de gemeenteraad van 's-Gravenhage 1872-1874, daarna raad van legatie van de Japanse ambassade te Sint-Petersburg 1874-1876.
Pompe van Meerdervoort maakte ook naam als fotograaf, maakte tal van foto’s tijdens zijn verblijf in Japan en leidde er ook de eerste Japanners op tot fotograaf, onder wie de later beroemd geworden Ueno Hikoma en Uchida Kuichi. In 1867-1868 publiceerde hij zijn bekende boek Vijf jaren in Japan, dat een goed beeld geeft van zijn verblijf in Nagasaki en waarin twaalf van zijn foto’s werden opgenomen.

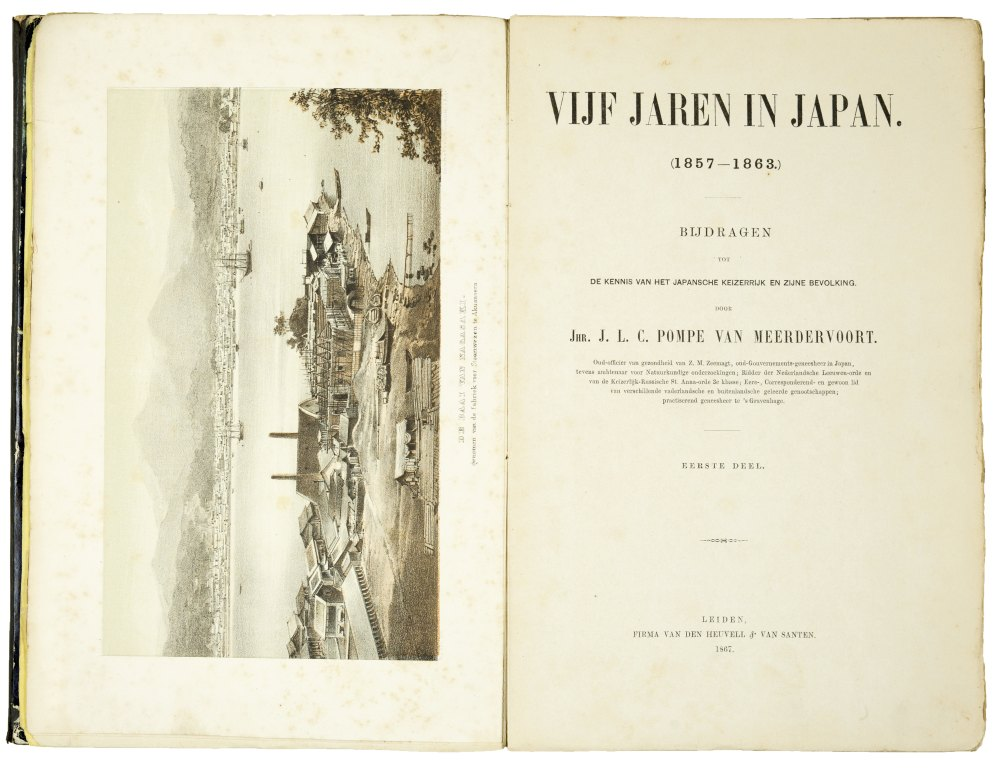
Titelblad “Vijf jaren in Japan”

Hij was Ridder in de Orde van de Nederlandse Leeuw.

## Publicaties
- Beknopte handleiding tot de Geneesmiddelleer : ten gebruike van de Keizerlijke Japansche Geneeskundige School te Nagasaki. Desima : Nederlandsche Drukkerij, 1862
- Vijf jaren in Japan, 1867-1868
- Notices sur l'introduction de ver a soie du chine du Japon (bombyx yama-mai guer. men.) en Europe. M.J. Visser, 1863.